# Juan Esteban Arango Carvajal
Juan Esteban Arango Carvajal (Medellín, 9 d'octubre de 1986) és un ciclista colombià, especialista en el ciclisme en pista. Ha guanyat medalles al Campionat del món en pista, als Jocs Panamericans i als Jocs Centreamericans i del Carib, entre altres competicions.
També competeix en carretera i actualment milita a l'equip Medellín-Inder.

## Palmarès en pista
- 2010
  - Medalla d'or als Jocs Centreamericans i del Carib en Persecució
  - Medalla d'or als Jocs Centreamericans i del Carib en Persecució per equips (amb Weimar Roldán, Edwin Ávila i Arles Castro)
  - Medalla d'or als Jocs Centreamericans i del Carib en Òmnium
  - Medalla d'or als Jocs Centreamericans i del Carib en Madison (amb Weimar Roldán)
  - Medalla d'or als Jocs Sud-americans en Persecució
  - Medalla d'or als Jocs Sud-americans en Persecució per equips (amb Weimar Roldán, Edwin Ávila i Arles Castro)
- 2011
  - Medalla d'or als Jocs Panamericans en Òmnium
  - Medalla d'or als Jocs Panamericans en Persecució per equips
  - 1r als Campionats Panamericans en Persecució per equips (amb Weimar Roldán, Edwin Ávila i Arles Castro)
- 2014
  - Medalla d'or als Jocs Centreamericans i del Carib en Persecució
  - Medalla d'or als Jocs Centreamericans i del Carib en Persecució per equips (amb Weimar Roldán, Jordan Parra i Eduardo Estrada)
  - Medalla d'or als Jocs Sud-americans en Persecució per equips (amb Weimar Roldán, Edwin Ávila i Arles Castro)
- 2015
  - Medalla d'or als Jocs Panamericans en Persecució per equips
  - 1r als Campionats Panamericans en Persecució per equips (amb Jhonathan Restrepo, Jordan Parra i Arles Castro)
  - 1r als Campionats Panamericans en Òmnium
- 2016
  - 1r als Campionats Panamericans en Persecució per equips (amb Brayan Sánchez, Eduardo Estrada i Wilmar Paredes)
  - 1r als Campionats Panamericans en Puntuació

### Resultats a laCopa del Món en pista
- 2009-2010
  - 1r a Cali, en Persecució per equips
- 2011-2012
  - 1r a Cali, en Madison
  - 1r a Cali i Londres, en Òmnium
- 2012-2013
  - 1r a Cali, en Persecució per equips

## Palmarès en ruta
- 2012
  - Vencedor d'una etapa a la Volta a Mèxic
- 2017
  - Vencedor d'una etapa al Tour d'Ankara